# Ян-Кароль Ходкевич
Ян-Кароль Ходкевич (біл. Ян Караль Хадкевіч, пол. Jan Karol Chodkiewicz; 1560 — 24 вересня 1621, Хотин) — військовий і політичний діяч Речі Посполитої руського походження, великий гетьман литовський (1605–1621). Граф на Шклові, Миші, Бихові.

## Біографія
Син віленського каштеляна Яна Ієроніма Ходкевича та польської шляхтянки Кристини Зборовської. Навчався у Віленському університеті (Академії), у 1586—1589 роках разом з братом Олександром вивчав філософію і право в єзуїтській академії Інгольштадта (Баварія). Вивчав військове мистецтво в Італії та Мальті, перебував на іспанській військовій службі, воював у Нідерландах, де мав можливість особисто познайомитися з герцогом Альбою і Моріцем Оранським.

### Служба
Службу у війську Речі Посполитої почав після повернення в 1590 році. 1595 року мав власні роти в 50, потім — 100 коней. Під командуванням гетьмана Станіслава Жолкевського брав участь у придушенні повстання Северина Наливайка (1594–1596) разом з князями Ружинським, Вишневецьким (битва під Каневом 14 квітня, облога козацького табору під Лубнами 25 травня — 7 червня). Обіймав уряд підчашого великого литовського з 1596 по 1599 роки.
Брав участь у походах 1600 року до Молдови під командуванням гетьмана Яна Замойського (як, зокрема, молоді Збаразькі, Тарновські. 1600 (чи 1601) року став польним гетьманом Великого князівства Литовського.
Воював проти шведів у 1601–1605 роках. 1601 року разом з князем Христофором Радзивіллом отримав славетну перемогу над шведами в битві під Кокенгаузеном. 1604 року взяв Дерпт (нині Тарту, Естонія), двічі розбив шведські війська. За отримані перемоги в березні 1605 року отримав посаду великого гетьмана Великого князівства Литовського. У середині вересня 1605 року на чолі польського війська розбив шведську армію в битві під Кірхгольмом (Саласпілс). Ходкевич мав близько 4 тис. війська — в основному важку кавалерію (гусарів). Шведське військо налічувало близько 11 тис. чоловік, з них 8,5 тис. становили піхотинці. Ходкевичу вдалося розгромити шведів протягом трьох годин завдяки вдалому застосуванню важкої кавалерії: виманивши противника з його укріплених позицій удаваним відступом, війська Ходкевича зім'яли наступ шведської піхоти та за підтримки артилерії розгромили основні сили противника. Король Карл IX був вимушений тікати з поля бою, а шведська армія, припинивши облогу Риги, повернулася назад до Швеції. Ходкевич отримав вітальні листи від папи римського Павла V, імператора Священної Римської імперії Рудольфа II Австрійського, короля Англії Якова I Англійського, турецького султана Ахмеда I і перського шаха Аббаса I.
На початку рокошу Зебжидовського зберігав нейтралітет, але після приєднання до рокошан Яна Радзивілла, який був ворогом Ходкевичів, підтримав короля. 6 липня 1607 року в вирішальній битві під Ґузовим королівська армія розгромила рокошан; Ходкевич командував військами правого флангу.
1 березня 1609 року двохтисячна армія під його командуванням взяла Пернов (нині Пярну), потім повернула до Риги, де його кавалерія розбила передові війська шведів, що змусило шведського головнокомандувача графа Мансфельда відступити від Риги. Взяття фортеці Динамюнде і перемога невеликого польсько-литовського флоту над переважаючим шведським флотом забезпечили Речі Посполитій домінування в цьому регіоні.
В квітні 1611 року, під час Польсько-московської війни 1609—1618 років виступив на Псков, 5 тижнів облягав Псково-Печерський монастир, однак взяти його не зміг, і відступив. На початку осені 1611 року очолив війська для допомоги польсько-литовському гарнізону в Московському Кремлі. Зібравши в Шклові припаси та амуніцію, також близько 2500 війська, 6 жовтня підійшов до Москви, але після кількох сутичок з загонами 1-го ополчення Дмітрія Трубєцкого пробитися в Кремль з припасами не зміг, хоча врятував польсько-литовський гарнізон Кремля. Зібравши новий припас, 18 грудня таки пробився до кремлівського гарнізону.
У вересні 1612 знову намагався пробитися до Кремля з припасами і, хоча кілька частин пробилися до Кремля, припаси доставити не зміг і відступив.
У 1613–1615 роках командував польсько-литовськими військами у новоутвореному Смоленському воєводстві.
11 жовтня 1617 року взяв фортецю Дорогобуж; через деякий час обложив і взяв Вязьму.

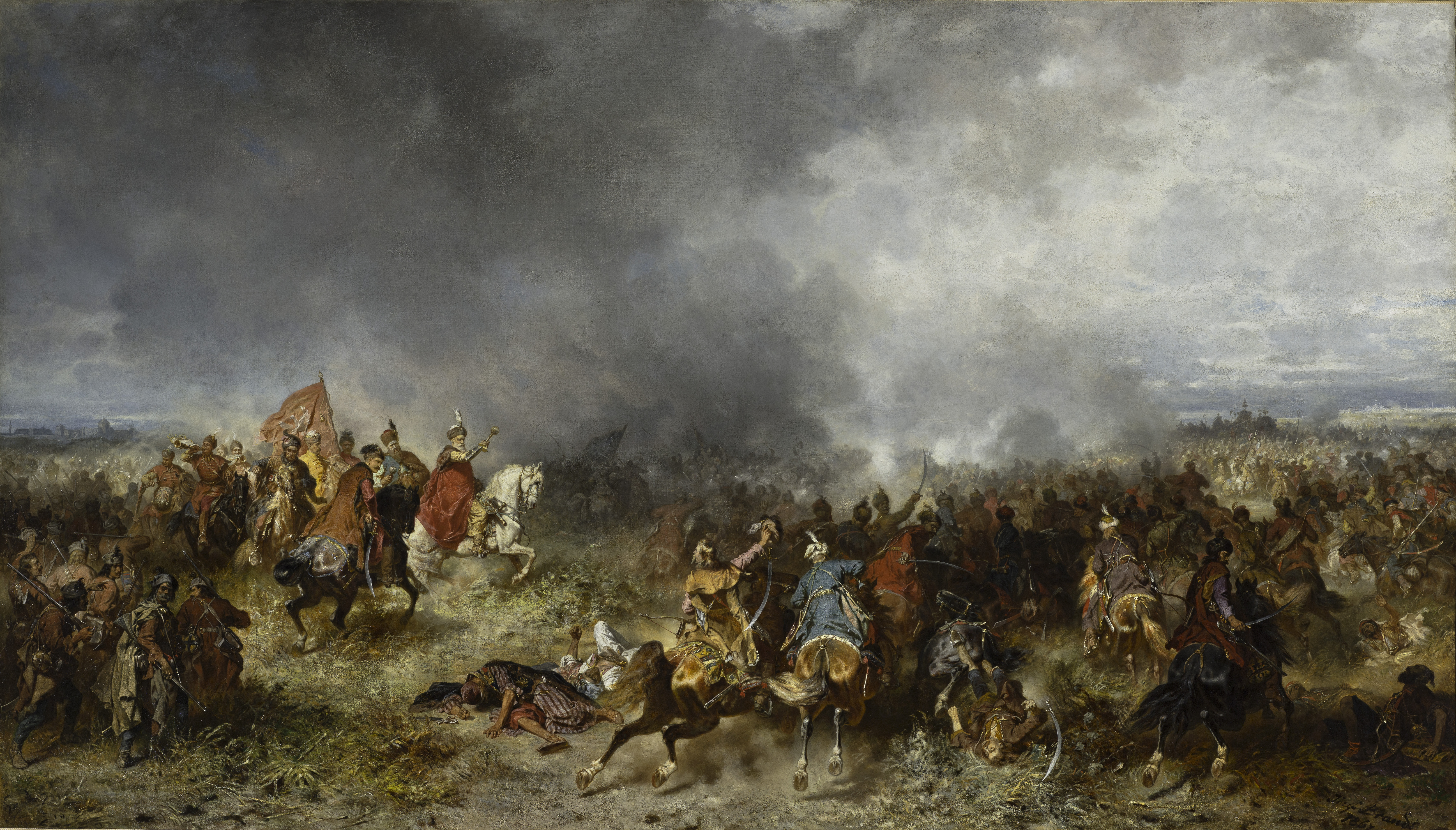
Ян Кароль Ходкевич під Хотином

Весною 1618 року були зібрані сили для нового походу на Москву. Ходкевич мав 14 тис. війська, у тому числі близько 5,5 тис. піхоти. Однак дисципліна у війську була слабкою, в рішення командування нерідко втручався королевич Владислав і його фаворити, війську не вистачало коштів на утримання. У червні 1618 року розпочав похід на Москву. На початку жовтня зайняв село Тушино (на північ від Москви). Одночасно з півдня до Москви підійшла 20 тис. козацька армія гетьмана Петра Сагайдачного. У ніч на 11 жовтня польсько-литовські війська почали штурм Москви, проте напад був відбитий. В умовах наближення зими та нестачі коштів королевич Владислав погодився на переговори. 11 грудня в селі Деуліно (поблизу Троїце-Сергієва монастиря) було підписано перемир'я строком на 14 з половиною років. Згідно з його умовами, Московське Царство поступалося раніше загарбаною Смоленською землею, що повернулася у лоно Великого Князівства Литовського, а також Чернігівською і Сіверською землями, що увійшли до складу польської корони.
У грудні 1620 року, після серпневої поразки під Цецорою, де загинув великий гетьман коронний Станіслав Жолкевський, польний гетьман коронний Станіслав Конецпольський потрапив у полон, Кароль Ходкевич отримав командування всіма силами Речі Посполитої. У вересні 1621 року, зібравши війська, переправився через Дністер, зайняв фортецю Хотин. Незважаючи на важке становище з продовольством, військо Ходкевича і військо Сагайдачного відбили всі атаки значно переважаючих військ Туреччини та Кримського ханства.
Із невідомих причин своєчасно не допоміг козакам, які увірвались у турецький табір. Це призвело до відкритого вислову незадоволення. Король призначив депутатів для призначення слідства, один з яких — Якуб Собеський — звернувся до них зі схвальною промовою, що заспокоїло ситуацію. Через 3 дні король та Я. К. Ходкевич захворіли на пропасницю. 23 вересня важко хворий Ходкевич передав командування армією коронному підчашому Станіславу Любомирському.

### Відхід, поховання та перепоховання
24 вересня 1621 року Ян Кароль Ходкевич помер у м. Хотині (нині Чернівецька область, Україна). Османська імперія була змушена укласти мир з Річчю Посполитою; договір був підписаний 9 жовтня 1621 року.
За одними даними, за наполяганням дружини був похований у резиденції князів Острозьких — місті Острог на Волині. За іншими — 14 жовтня 1621 у Латинській катедрі Кам'янця. 12 листопада 1622 був перепохований в Острозі, поминальні урочистості вдались не повністю: зокрема, не прибули канцлер та київський воєвода.
За Каспером Несецьким, 1723 року після закінчення Північної війни був урочисто перепохований з дружиною в домініканському  костелі Успіння Діви Марії Острога.

### Особисте життя

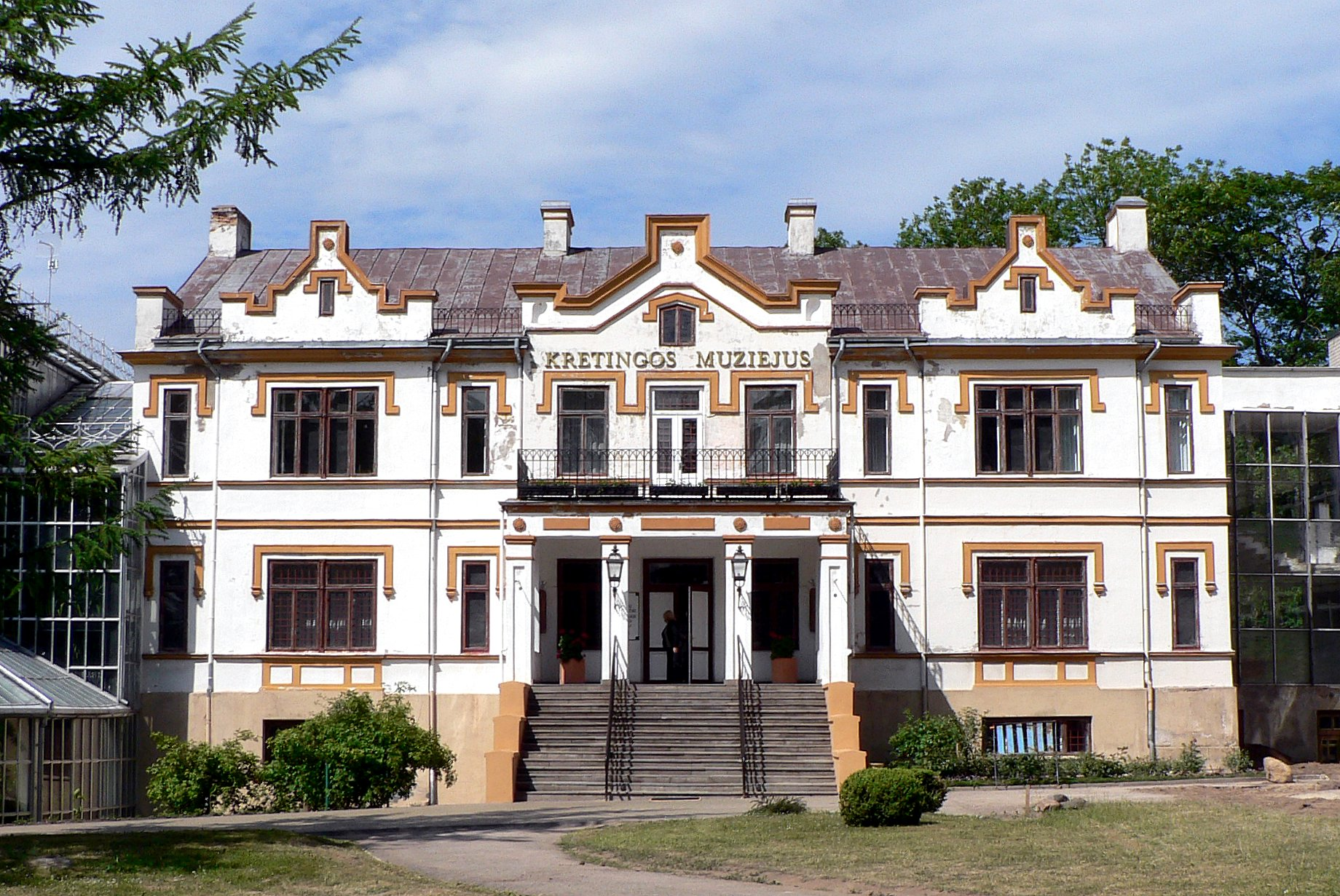
Кретинга. Музей в палаці Ходкевичів

Перша дружина — Зоф'я Мелецька (1600 року згадана як власниця Коропця).

### Фундатор
- 1603 року заснував у своїх володіннях в містечку Кретинга бернардинський монастир, у 1610—1617 побудовано костел. 1609 року поряд з Кретинґою заснував місто під назвою Карольштадт, надав йому магдебурзьке право і герб з зображенням Св. Діви Марії з дитиною на руках
- костел святого Михаїла у Несвіжі[18]
- Був протектором майбутнього митрополита Петра Могили (1620–1621).